# Alla älskar Raymond
Alla älskar Raymond (Everybody Loves Raymond) är en amerikansk sitcom som producerades mellan 1996 och 2005. Totalt spelades 210 avsnitt in. Serien bygger på komikern Ray Romanos egna erfarenheter som make och far, och kretsar kring familjen Barone som bor på Long Island utanför New York. Serien sändes på CBS mellan den 13 september 1996 till och med den 16 maj 2005. Serien hade svensk premiär på TV3 den 7 januari 2002.
Familjen Barone består av den alltid klumpige Raymond, som är gift med Debra, som han ofta har tokiga diskussioner och bråk med, och de har en dotter och tvillingsöner. Debra är inte speciellt förtjust över att svärmor Marie och svärfar Frank bor tvärs över gatan, och det går inte en dag utan att de kommer över för att kritisera, håna och lägga sig i saker som inte alls angår dem. Raymond har också en bror, Robert, som ständigt är avundsjuk på Raymonds enligt honom perfekta liv. Robert har en tendens att alltid se saker från den mörka sidan, och hans catchphrase, "Everybody loves Raymond" ("Alla älskar Raymond") har gett serien dess namn.

## Karaktärer (urval)
- Ray Romano - Ray Barone, är en sportsförfattare för Newsday. Han bor i Long Island med sin maka Debra och deras tre barn Alexandra ("Ally"), Geoffrey och Michael.
- Patricia Heaton - Debra Barone, är Raymonds maka och mamma till Ally, Michael och Geoffrey.
- Brad Garrett - Robert Barone, är Raymonds äldre bror och son till Frank och Marie.
- Doris Roberts - Marie Barone, är Raymond och Roberts mamma och maka till Frank.
- Peter Boyle - Frank Barone, är Raymonds pappa och Maries make.
- Monica Horan - Amy McDougall-Barone, blir Robert Barones andra maka (i säsong 7) och är Debras bästa vän.
- Madylin Sweeten - Ally Barone, är dotter till Raymond och Debra. Hon är den äldsta av barnen
- Sawyer Sweeten - Geoffrey Barone, är son till Raymond och Debra.
- Sullivan Sweeten - Michael Barone, är son till Raymond och Debra.